# Moscow Open
Il Moscow Open è un torneo professionistico di tennis giocato su campi in terra rossa. Fa parte dell'ITF Men's Circuit e dell'ITF Women's Circuit. Si gioca annualmente a Mosca in Russia.

## Albo d'oro

### Singolare maschile
| Anno | Campione         | Finalista            | Punteggio     |
| ---- | ---------------- | -------------------- | ------------- |
| 2009 | Guillaume Rufin  | Valery Rudnev        | 6-2, 6-4      |
| 2010 | Ilya Belyaev     | Denis Macukevič      | 6-1, 6-4      |
| 2011 | Ervand Gasparyan | Alexander Rumyantsev | 6–4, 6–0      |
| 2012 | Boy Westerhof    | Anton Zaitsev        | 7–5, 6–1      |
| 2013 | Aslan Karacev    | Victor Baluda        | 4–6, 6–2, 6–2 |
| 2014 | Andrej Rublëv    | Stanislav Vovk       | 6–0, 6–4      |

### Doppio maschile
| Anno | Campioni                            | Finalisti                       | Punteggio            |
| ---- | ----------------------------------- | ------------------------------- | -------------------- |
| 2009 | Ilya Belyaev Evgenij Donskoj        | David Savic Artem Sitak         | 1-6, 7–6(5), [12-10] |
| 2010 | Ilya Belyaev Michail Elgin          | Aleksej Kedrjuk Denis Macukevič | 6-2, 6-2             |
| 2011 | Victor Baluda Alexander Rumyantsev  | Mikhail Fufygin Sergej Krotjuk  | 6–4, 6–2             |
| 2012 | Vladimir Uzhylovsky Yahor Yatsyk    | Mikhail Fufygin Andrei Levine   | 6–2, 6–3             |
| 2013 | Aljaksandr Bury Vladimir Uzhylovsky | Steven Diez Vladislav Dubinsky  | 6–0, 6–1             |
| 2014 | Jahor Herasimaŭ Stanislav Vovk      | Denis Matsukevich Andrej Rublëv | 2–6, 6–4, [10–8]     |

### Singolare femminile
| Anno | Campionessa           | Finalista          | Punteggio     |
| ---- | --------------------- | ------------------ | ------------- |
| 2011 | Valentina Ivachnenko  | Valerija Solov'ëva | 6–1, 6–3      |
| 2012 | Julija Kalabina       | Majja Kacitadze    | 3–6, 6–3, 6–4 |
| 2013 | Anett Kontaveit       | Çağla Büyükakçay   | 6–1, 6–1      |
| 2014 | Anastasіja Vasyl'jeva | Vitalija D'jačenko | 7–5, 6–4      |

### Doppio femminile
| Anno | Campionesse                           | Finaliste                              | Punteggio        |
| ---- | ------------------------------------- | -------------------------------------- | ---------------- |
| 2011 | Valentina Ivachnenko Kateryna Kozlova | Vaszilisza Bulgakova Anna Rapoport     | 6–3, 6–0         |
| 2012 | Arina Rodionova Valerija Solov'ëva    | Evgenija Paškova Anastasіja Vasyl'jeva | 6–3, 6–3         |
| 2013 | Ksenija Kirillova Polina Monova       | Evgenija Paškova Anastasіja Vasyl'jeva | 1–6, 6–4, [10–4] |
| 2014 | Anna Danilina Xenia Knoll             | Ekaterina Byčkova Evgenija Rodina      | 6–3, 6–2         |